# 고치 파이팅독스
고치 파이팅독스는 2005년 창단된 일본의 독립 야구단이다.

## 역대 코치
- 고마키 유이치 (2006~2007)
- 히로타 스미오 (2012~)

## 역대 선수
- 히로하시 다카히사 (2005)
- 가쿠나카 가쓰야 (2006)
- 디오니 소리아노 (2007)
- 오무열 (2009)
- 이라부 히데키 (2009)
- 오이시 타카하루 (2012~2013)
- 한성구 (2017~2019)
- 우경삼 (2018~)
- 산호 라씨나 (2015~)
- 후지카와 규지 (2015)
- 이상학 (2017~2018)
- 매니 라미레스 (2017)
- 정형식 (2018)
- 안규영 (2018)
- 윤문영 (2015~)
- 김웅 (2018~)
- 최민섭 (2018)
- 오타니 료타